# Valentín Márkov
Valentín Vasilevich Márkov (en ruso: Валентин Васильевич Марков; Pajomovo, Imperio ruso, 8 de enerojul./ 21 de enero de 1910greg. - Moscú, Rusia, 1 de julio de 1992) fue un oficial militar de la Fuerza Aérea Soviética que comandó el 587.° Regimiento de Aviación de Bombarderos formado íntegramente por mujeres (más tarde honrado con la designación de guardias y rebautizado como 125.° Regimiento de Aviación de Bombarderos de la Guardia) después de la muerte de su oficial al mando original y fundadora, Marina Raskova.

## Biografía

### Infancia y juventud
Valentín Márkov nació el 21 de enero de 1910 en la pequeña localidad de Pajomovo en la gobernación de Moscú en esa época parte del Imperio ruso (actualmente en el óblast de Moscú en Rusia), en el seno de una familia de campesinos rusos. Antes de unirse a las fuerzas armadas en octubre de 1927, trabajó en una fábrica y, una vez que se alistó, se formó en la 1.ª Escuela Militar Conjunta Soviética y, posteriormente, en la 2.ª Escuela de Pilotos de Aviación Militar, de la que se graduó en 1933; en 1938 fue admitido en el Partido Comunista. Más tarde participó en combates durante la Guerra de Invierno por lo que fue galardonado con la Medalla al Valor y la Orden de Lenin.

### Segunda Guerra Mundial

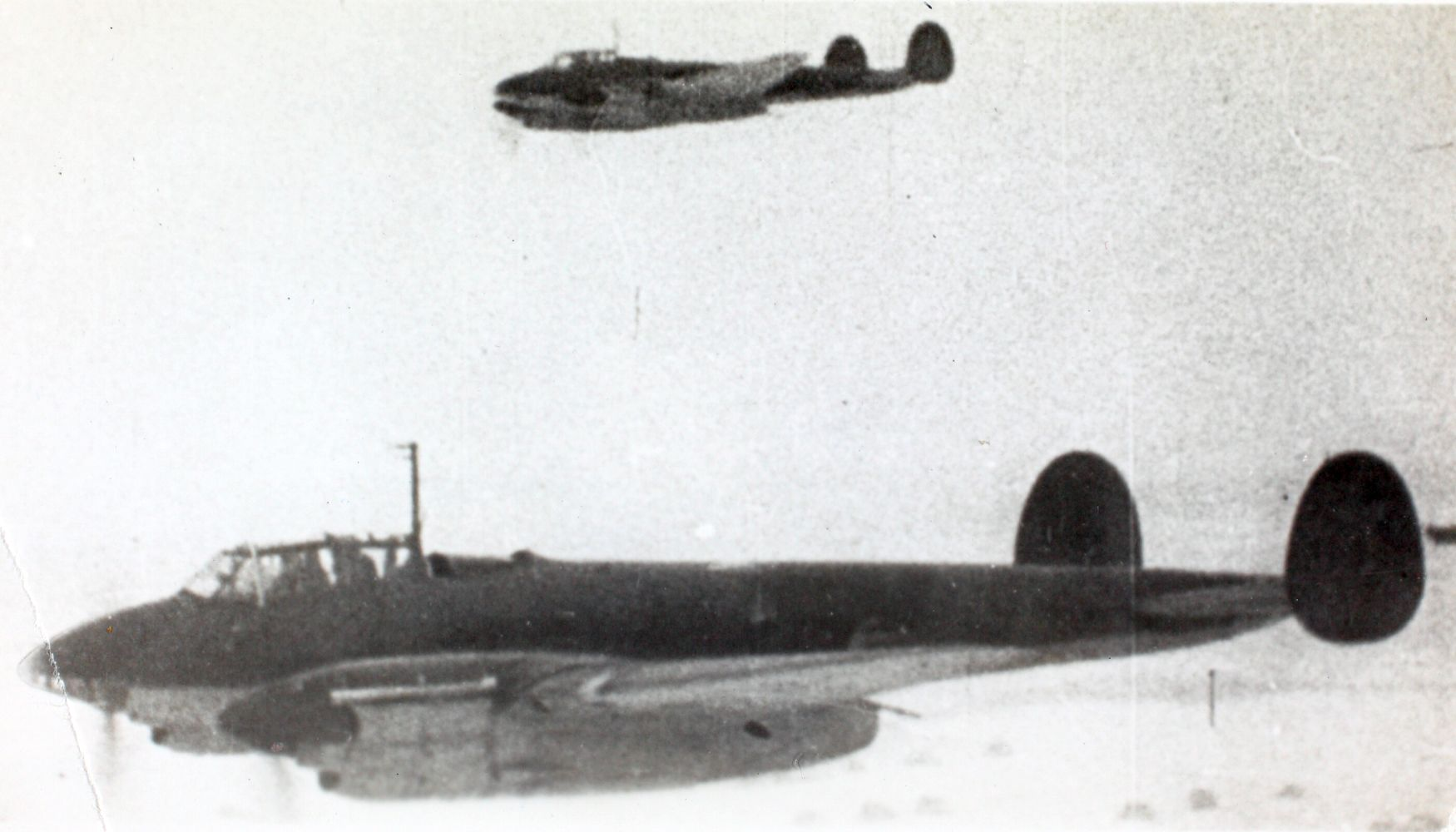
Dos bombarderos Petliakov Pe-2 similares a los que equipaban el 587.° Regimiento Aéreo de Bombarderos de Márkov

Inmediatamente después de la invasión alemana de la Unión Soviética, Márkov fue enviado al frente de batalla. En 1942 fue destinado a comandar el 723.º Regimiento de Aviación de Bombarderos, y el 26 de mayo de ese año su avión fue alcanzado por fuego enemigo durante una misión de combate. Resultó gravemente herido después de que su avión se incendiaria, pero aun así logró llegar a territorio controlado por los soviéticos antes de lanzarse en paracaídas y caer inconsciente al suelo. A consecuencia de sus heridas estuvo hospitalizado y fuera de combate durante algún tiempo.
El 4 de enero de 1943, Marina Raskova y otros tripulantes murieron cuando el bombardero Petliakov Pe-2 en el que viajaban al frente se estrelló debido a las malas condiciones climáticas. Raskova, que había utilizado sus conexiones políticas para establecer tres regimientos de aviación formados íntegramente por mujeres, era el comandante del 587.º Regimiento de Aviación de Bombarderos en el momento de su muerte. Durante el breve vacío, la subcomandante Evgenia Timofeeva asumió el puesto, pero no se sentía segura de poder desempeñar el cargo y no tenía deseos de continuar haciéndolo. Al final, Markov fue elegido a partir de un grupo de candidatos potenciales debido a su experiencia con el Pe-2.
El general Nikitin le pidió a Márkov que aceptara el puesto de comandante del regimiento; inicialmente, Markov se negó, solo para que le dijeran que ya se habían firmado los documentos para su transferencia. Frustrado y molesto, conversó con sus amigos, quienes también expresaron su consternación por la noticia. Cuando llegó a su nuevo puesto, las aviadoras estaban realizando una salida, lo que le dio la oportunidad de verlos aterrizar su complejo avión Pe-2 de manera segura antes de llamar al regimiento a la formación para un discurso en el que expresó sus intenciones de mejorar la disciplina y mantener altas expectativas; las mujeres se sintieron ofendidas por el contenido del discurso, ya que sintieron que ya tenían buena disciplina y se consideraban pilotos experimentados. Además, la idea de que un hombre comandara el regimiento era impensable para muchas de las mujeres, que extrañaban a Raskova y no podían imaginar a nadie más que a ella comandándolas. Inicialmente, las mujeres se referían a él como «Daga» (Кинжал) a sus espaldas, un apodo desagradable elegido por su estatura alta y delgada y sus expresiones severas. Sin embargo, las actitudes cambiaron con el tiempo y pronto se ganaron su confianza como comandante competente, y la hostilidad disminuyó en el verano de 1943.
A pesar de ser el comandante del regimiento, a menudo participaba en misiones de combate, incorporándose como piloto del Pe-2. En septiembre de 1943, el regimiento fue honrado con la designación de Guardias y se convirtió en el 125.° Regimiento de Aviación de Bombarderos de la Guardia que lleva el nombre de M.M. Raskova. Más tarde, en noviembre de ese año, recibió la Orden de Suvórov de tercera clase por su excelencia en el liderazgo del regimiento y por completar 42 salidas de combate, y en julio de 1944 la unidad fue honrada con la adición del nombre «Borisov» (convirtiendo el nombre de la unidad en el 125.º «Borisov» Regimiento de Aviación de Bombarderos de Guardias que lleva el nombre de M. Raskova) en reconocimiento a las hazañas del regimiento en la liberación de la ciudad de Borísov. Sin embargo, dejó el regimiento en marzo de 1945 para ocupar el puesto de subcomandante de vuelo de la 326.º División de Aviación de Bombarderos y fue reemplazado por Semión Titenko.
Markov, que ya no estaba al mando del 125.º Regimiento de Aviación de Bombarderos, ayudó a liderar a los pilotos bajo su mando en la división durante las batallas de Königsberg y Berlín, por lo que recibió la Orden de la Bandera Roja en mayo de 1945. Luego se desempeñó como comandante en funciones de la división y supervisó su redespliegue en el Lejano Oriente ruso, donde participó en la subsiguiente guerra con Japón. Durante la guerra soviético-japonesa, el propio Márkov realizó tres salidas de combate, lo que elevó su total a 75 salidas en el transcurso de la Segunda Guerra Mundial, por lo que recibió la Orden de la Guerra Patria en octubre de 1945.

### Posguerra
Márkov permaneció en la fuerza aérea después del final de la guerra y se convirtió en el comandante oficial de la 326.ª División de Aviación de Bombarderos en 1948. Permaneció como comandante de la división hasta 1950; más tarde se graduó en la Academia Militar del Estado Mayor de las fuerzas Armadas de la URSS y se convirtió en teniente general antes de retirarse del ejército en 1968.
Al final de la guerra con Alemania, confesó su amor por Galia Dzhunkóvskaia, una navegante de escuadrón con la que había volado frecuentemente durante la guerra. Si bien interactuaron entre sí de manera estrictamente formal como personal militar durante la guerra, los dos desarrollaron sentimientos el uno por el otro, algo que otros miembros del regimiento sospechaban y se confirmó a muchos después de que Markov ayudara personalmente a cargar a Galina cuando ella había sido gravemente quemada en una misión de combate. La pareja se casó poco después de la guerra y luego tuvo dos hijos, Viktor y Natalia. La familia se mudó con frecuencia debido a la carrera militar de Valentín, residiendo en Kirovgrad, Bila Tserkva, Moscú, Ivanovo, Manzovka y Blagovéshchensk antes de establecer finalmente su residencia en Moscú en 1961, donde murió el 1 de julio de 1992 y fue enterrado junto a Galina en el cementerio de Kúntsevo.

## Condecoraciones
A lo largo de su extensa carrera militar Valentín Márkov fue galardonado con las siguientes medallasː
|  | Orden de Lenin, dos veces (21 de marzo de 1940 y 15 de noviembre de 1950)                                                                          |
|  | Orden de la Bandera Roja, cinco veces (1 de julio de 1943, 10 de junio de 1944, 10 de mayo de 1945, 30 de abril de 1947 y 30 de diciembre de 1956) |
|  | Orden de Suvórov de 3.er grado (7 de noviembre de 1943)                                                                                            |
|  | Orden de la Guerra Patria de 1.er grado, dos veces (13 de octubre de 1945 y 1985)                                                                  |
|  | Orden de la Estrella Roja (3 de noviembre de 1944)                                                                                                 |
|  | Orden de la Insignia de Honor (24 de noviembre de 1966)                                                                                            |
|  | Medalla al Valor (1 de enero de 1940) |
|  | Medalla por la Defensa del Cáucaso |
|  | Medalla por la Conquista de Berlín |
|  | Medalla por la Conquista de Königsberg |
|  | Medalla por la Victoria sobre Alemania en la Gran Guerra Patria 1941-1945 (1945)                                                                   |
|  | Medalla por la Victoria sobre Japón |